# Blue Eye Samurai
Blue Eye Samurai è una serie animata franco-statunitense del 2023 creata e scritta da Michael Green e Amber Noizumi, animata dalla società francese Blue Spirit.

## Trama
Nel periodo Edo del Giappone (XVII secolo), il maestro di spada Mizu cerca vendetta contro i quattro uomini stranieri che erano in Giappone al momento della sua nascita.

## Episodi
| Stagione       | Episodi | Prima TV USA | Prima TV Italia |
| -------------- | ------- | ------------ | --------------- |
| Prima stagione | 8       | 2023         | 2023            |

## Personaggi

### Principali
- Mizu doppiata in inglese da Maya Erskine e in italiano da Francesca Manicone, una donna giapponese dagli occhi azzurri, figlia di una donna giapponese e di un uomo bianco.[3]
- Ringo doppiato in inglese da Masi Oka e in italiano da Ezio Conenna, un cuoco ottimista e senza mani che idolatra Mizu.
- Taigen doppiato in inglese da Darren Barnet e in italiano da Gabriele Vender, uno spadaccino promettente ma arrogante di umili origini.
- Principessa Akemi doppiata in inglese da Brenda Song e in italiano da Emanuela Ionica, la figlia viziata ma volitiva di un signore dei nuovi ricchi.
- Seki doppiato in inglese da George Takei e in italiano da Luca Biagini, il tutore della principessa Akemi.
- Heiji Shindo doppiato in inglese da Randall Park e in italiano da Simone Mori, un ricco commerciante alleato di Fowler.
- Maestro Eiji doppiato in inglese da Cary-Hiroyuki Tagawa e in italiano da Michele Gammino, un fabbro cieco che ha cresciuto Mizu.
- Abijah Fowler doppiato in inglese da Kenneth Branagh e in italiano da Massimo De Ambrosis, un contrabbandiere e inventore irlandese.

### Ricorrenti
- Ise doppiata da Stephanie Hsu, una prostituta.
- Madame Kaji doppiata in inglese da Ming-Na Wen e in italiano da Chiara Colizzi, una signora astuta ed esperta che gestisce un bordello.
- Takayoshi doppiato in inglese da Harry Shum Jr., il secondo figlio dello shogun.
- Chiaki doppiato in inglese da Mark Dacascos, un assassino.
- Mizu giovane doppiata in inglese da Orli Mariko Green
- Giovane Taigen doppiato in inglese da Judah Green

## Distribuzione
La serie è stata pubblicata il 3 novembre 2023 su Netflix, la prima stagione è composta da 8 episodi. Il primo episodio è stato pubblicato il 1º novembre, due giorni prima, sul canale YouTube di Netflix.
La serie è stata confermata per una seconda stagione.

## Accoglienza
Il sito aggregatore di recensioni Rotten Tomatoes ha riportato una valutazione critica del 97% con una valutazione media di 8,10 su 10 basata su 13 recensioni. Il consenso della critica sul sito web dice: "Visivamente abbagliante mentre presta un'abile attenzione al personaggio, Blue Eye Samurai è un'avventura animata magistralmente resa". Metacritic, che utilizza una media ponderata, ha assegnato un punteggio di 86 su 100 sulla base di 5 critici, indicando "acclamazione universale".